# 김권후
김권후는 대한민국의 배우이다.

## 출연작

### 영화
- 《픽션들》 (2021년) - 윤수 역
- 《그대 너머에》 (2021년) - 한경호 역
- 《세자매》 (2021년) - 환자 역
- 《해피뻐스데이》 (2017년) - 괴물 역
- 《소통과 거짓말》 (2017년) - 남자 역
- 《두 남자》 (2016년) - 카센타 직원 역
- 《나의 오른팔》 (2014년)

### 드라마
- 《보이스 4》 (2021년, tvN)